# Syllepte aechmisalis
Syllepte aechmisalis is een vlinder uit de familie van de grasmotten (Crambidae), uit de onderfamilie van de Spilomelinae. De wetenschappelijke naam van deze soort is voor het eerst voorgesteld als Botys aechmisalis door Francis Walker in een publicatie uit 1859.
Deze soort komt voor in Mexico, Belize en Panama.